# Teleutias inermis
Teleutias inermis är en insektsart som beskrevs av Max Beier 1960. Teleutias inermis ingår i släktet Teleutias och familjen vårtbitare. Inga underarter finns listade i Catalogue of Life.